# Monnina macroclada
Monnina macroclada är en jungfrulinsväxtart som beskrevs av Chod.. Monnina macroclada ingår i släktet Monnina och familjen jungfrulinsväxter. Inga underarter finns listade i Catalogue of Life.